# Amami Ōshima
Amami Ōshima (奄美大島, llengua d'Okinawa: Uushima (ウーシマ); amami: Ushima (ウシマ)) o, simplement, Amami és l'illa més gran de l'arxipèlag de les Amami, situat entre Kyūshū i Okinawa (Japó). Forma part de les illes Satsunan.
Té una superfície de 712,35 km² i aproximadament 73.000 habitants. Administrativament, es divideix en la ciutat d'Amami, els pobles de Tatsugō i Setouchi i els poblets d'Uken i Yamato. Gran part de l'illa queda dins dels límits del Parc Nacional d'Amami Guntō.